# Ernmas
Ernmas es una diosa irlandesa, mencionada en el Lebor Gabála Érenn y Cath Maige Tuired como uno de los Tuatha Dé Danann. Sus hijas incluyen la trinidad de diosas irlandesas epónimas Ériu, Banba y Fodla, la trinidad de las diosas de la guerra Badb, Macha y Morrigan (que también se nombra Anann), y también una trinidad de hijos, Glonn, Gnim, y Coscar.
Sus otros hijos son Fiacha y Ollom. Ernmas fue asesinada durante la primera batalla de Mag Tuired.

## Familiares
Ernmas era hija de Ertalám situada en la Edad de Bronce entre el siglo XVI y XV a. C., era considerada como una guerrera, una granjera y una heroína a la vez. Falleció en la Batalla en el sur de Moytura (Mag Tuired).
A Ernmas se le ha reconocido en más de una oportunidad su descendencia, apareciendo en los textos como la madre de diversos dioses.

«Ernmas tenía tres hijas, Badb y Macha y Morrigan, también conocida como Anann».
MacAllister en «Lebor Gabála Érenn», verso 62.

Allí se la describe como Ernmas "ella (de la) granja". Cabe destacar que los poderes y habilidades de los dioses celtas eran reflejados en sus hijos, siendo éstos una extensión de su deidad. Como su madre, los hijos de Ernmas tienen afinidad con la tierra, la fertilidad y la agricultura, y ocasionalmente Ernmas era mencionada como una hechicera.
Entre sus hijos se encuentran las dos tríadas: las diosas de la guerra y las diosas de la soberanía, y cinco hijos. Siguiendo con la afinidad de sus hijos, Fodla literalmente significa "césped de la tierra" y Anann o Anu se relaciona con las dos colinas que llevan su nombre.